# Sue Lyon
Suellyn (Sue) Lyon (Davenport (Iowa), 10 juli 1946 — Los Angeles, 26 december 2019) was een Amerikaans actrice. 
Lyon is het bekendst van haar rollen in de films Lolita (1962), The Night of the Iguana (1964), The Flim-Flam Man (1967) en Evel Knievel (1971). Ze won in 1963 een Golden Globe als 'beste nieuwkomer' voor haar rol als het meisje Lolita in de gelijknamige film.

## Biografie
Lyon werd op pas veertienjarige leeftijd gecast voor de rol van Dolores Haze ("Lolita") in de gelijknamige film uit 1962 van regisseur Stanley Kubrick. Ze speelde een twaalfjarig meisje op wie een oudere man smoorverliefd wordt. De film was daardoor en gecombineerd met het feit dat Lyon zelf minderjarig was, indertijd vrij controversieel. In diverse landen werd Lolita met de destijds gewaagde beelden dan ook gecensureerd. Tijdens de première was Lyon – die overigens ook twee nummers inzong voor de soundtrack: Lolita Ya Ya en Turn Off the Moon – nog altijd maar vijftien jaar oud. De rol leverde haar in 1963 een Golden Globe op.
Ook in The Night of the Iguana (1964) speelde Lyon, die op zeventienjarige leeftijd voor het eerst in het huwelijk trad, een verleidelijke tiener. Later volgden rollen in Seven Women (1966), The Flim-Flam Man (1967), Tony Rome (1967; ook Frank Sinatra speelde hierin mee) en Evel Knievel (1971). In de jaren zeventig speelde ze vrijwel alleen nog in B-films. Na haar laatste rol als een verslaggeefster in de horrorfilm Alligator (1980) verdween ze in de anonimiteit.
Lyon is vijf keer getrouwd geweest, onder anderen met acteur Hampton Fancher. Ze kreeg met haar tweede echtgenoot, de voetballer Roland Harrison, een dochter. Lyon overleed op 26 december 2019 op 73-jarige leeftijd.

## Filmografie
*Exclusief vier televisiefilms
- 1962: Lolita
- 1964: The Night of the Iguana
- 1966: Seven Women
- 1967: The Flim-Flam Man
- 1967: Tony Rome
- 1971: Four Rode Out
- 1971: Evel Knievel
- 1973: Murder in a Blue World
- 1973: Tarot
- 1976: The Astral Factor
- 1977: Crash!
- 1977: End of the World
- 1978: Towing
- 1980: Alligator